# Tegami ~Haikei Juugo no Kimi e~
Singles de Angela Aki
たしかに / Tashika ni
(2007)
手紙～拝啓　十五の君へ～ / Tegami ~Haikei Juugo no Kimi e~ est le huitième single d'Angela Aki.

## Le single
【CD】
1. 手紙～拝啓　十五の君へ～ / Tegami ~Haikei Juugo no Kimi e~
2. final destination
3. Still Fighting It 　（ベン・フォールズのカバー） / Still Fighting It 　（Reprise de Ben Fold）
4. 手紙～拝啓　十五の君へ～-strings version- / Tegami ~Haikei Juugo no Kimi e~ -strings version-

【DVD】
1. 「手紙～拝啓　十五の君へ～」ミュージックビデオ / Tegami ~Haikei Juugo no Kimi e~ Music Video
2. 「手紙～拝啓　十五の君へ～」ミュージックビデオ・メイキング / Tegami ~Haikei Juugo no Kimi e~ Music Video ・Making Clip
3. Concert Tour 2007-2008 “TODAY” プレミア・ムービー / Concert Tour 2007-2008″TODAY” Premium Movie